# サンタンデール音楽祭

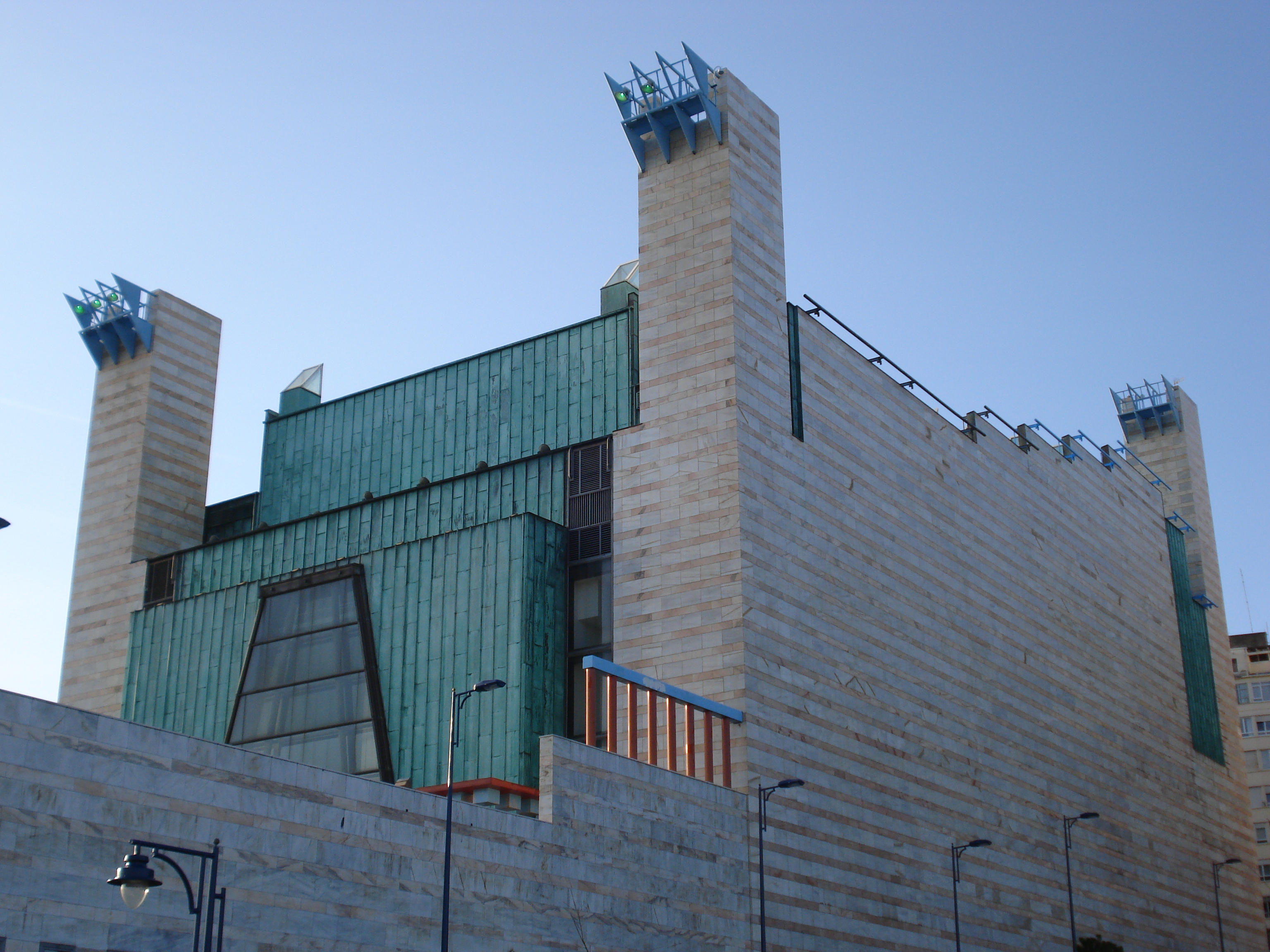
パラシオ・デ・フェスティバレス

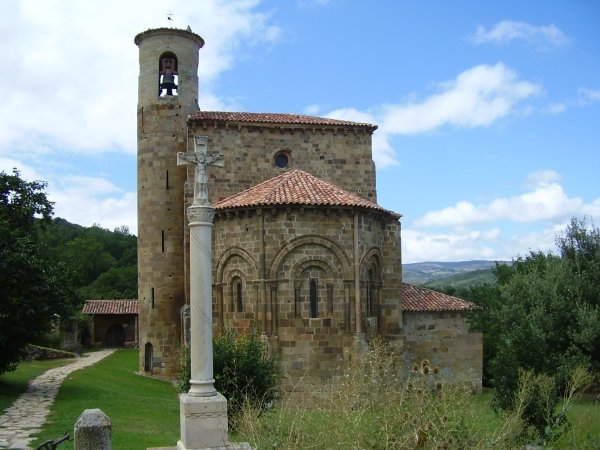
会場の1つサン・マルティン・エリーネスの教会

サンタンデール音楽祭（スペイン語: Festival Internacional de Santander）は、スペインのサンタンデールで毎年8月に開催されるクラシック音楽の音楽祭。

## 概要
音楽祭の期間中に2～3のオペラ公演が行われるほか、バレエや演劇の公演、歌曲のリサイタル、合唱・管弦楽・室内楽のコンサートも行われる。メイン会場はパラシオ・デ・フェスティバレスであるが、50の教会や修道院、2つの公園、さらに周辺のカンタブリア州の町も会場となる。
そもそも1948年に留学生への文化的なエンターテイメントを提供する目的のプログラムとして始まった。1952年に本格的な音楽祭となったが、当初の会場はポルティカーダ広場に設営されたテントで、これは1990年のノルウェー室内管弦楽団とムスティスラフ・ロストロポーヴィチのコンサートまで続いた。1991年にパラシオ・デ・フェスティバレスが完成し、こけら落としはキングス・コンソートによるゲオルク・フリードリヒ・ヘンデルのオラトリオ『ヨシュア』であった。パラシオ・デ・フェスティバレスはサンタンデール湾に面し、大ホールのサラ・アルヘンタ（音楽祭の設立に尽力した指揮者のアタウルフォ・アルヘンタにちなんで名づけられた）は1670席あり、澄んだ自然な音響で有名である。公演の多くはスペイン放送（RTVE）によって放送される。
これまで音楽祭に参加した指揮者にはズービン・メータ、ゲオルク・ショルティ、リッカルド・ムーティ、演奏家ではアルトゥール・ルービンシュタイン、アリシア・デ・ラローチャ、ダニエル・バレンボイム、歌手ではモンセラート・カバリェ、テレサ・ベルガンサ、ミレッラ・フレーニ、ホセ・カレーラスなどがいる。またプラシド・ドミンゴは1992年の『オテロ』でマリインスキー・オペラと初共演した。

## 文献
- Dennis Gray Stoll, Music Festivals of the World: A Guide to Leading Festivals of Music, Macmillan, 1963.
- Enrique Franco (editor), Plaza Porticada: festival de Santander 1952-1990, Circero Editores, 1991.